# 1-й полк польских стрелков им. Тадеуша Костюшко

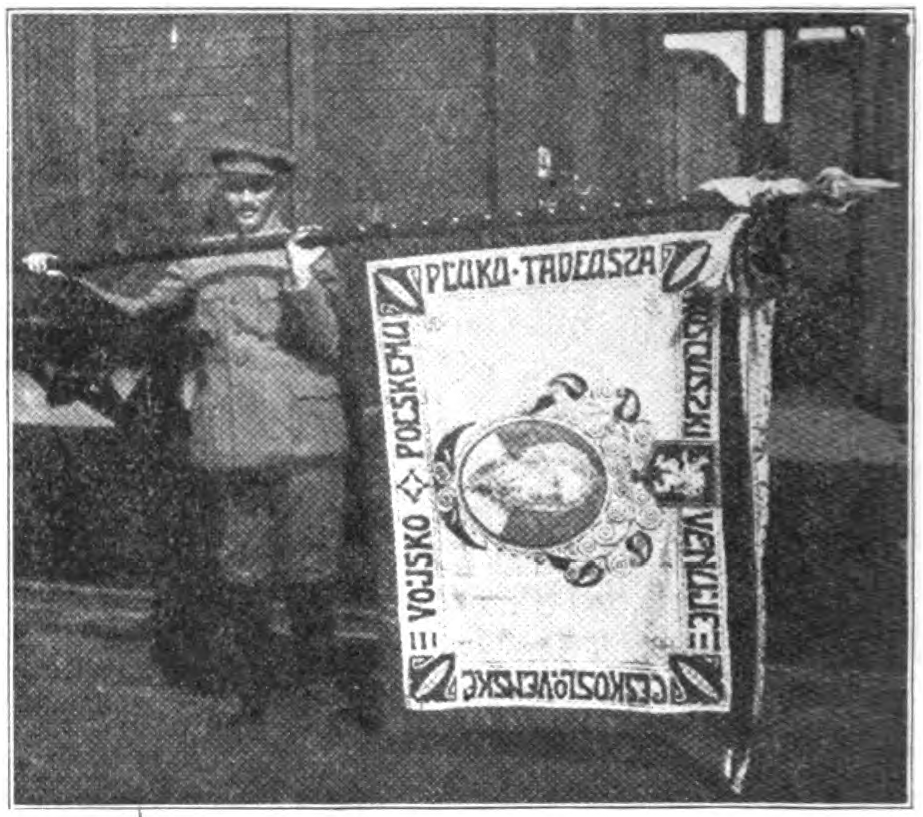
Флаг, подаренный чехословаками польским товарищам из полка им. Костюшко. Сибирь 1919 год.

1-й полк по́льских стрелко́в им. Таде́уша Костю́шко (пол. 1 Pułk Strzelców Polskich im. Tadeusza Kościuszki) — национальное подразделение, состоящее из этнических поляков. Полк входил в состав 5-й дивизии польских стрелков под командованием полковника Казимира Румши и воевал на стороне Русской армии адмирала А. В. Колчака против большевиков. Назван в честь генералиссимуса Речи Посполитой Тадеуша Костюшко.

## История
1 июля 1918 года в Уфе был сформирован полк польских стрелков им. Тадеуша Костюшко. 17 августа 1918 года полк получил номер «1» и был подчинен командующему Войска Польского в Восточной части России. 5 января 1919 полк перешел в состав 5-й дивизии польских стрелков под командованием полковника Казимира Румши.
Полк прошел боевой путь через всю Сибирь и прекратил своё существование 21 февраля 1920 года в Харбине. 15 апреля 1920 солдаты полка вместе с семьями отплыли из порта Далянь в Гданьск. По прибытии в Польшу большая часть солдат и офицеров вошла в состав 1-го Сибирского пехотного полка и 63-го пехотного полка в Торуне для участия в Советско-польской войне.

## Командный состав
Командиры полка
- капитан Антони Калиновский (от 1 VII 1918)
- майор Ян Скоробогатый-Якубовский (17 VIII — 23 X 1918)
- подполковник Казимир Румша (23 X 1918 — 25, 1919)
- майор Максимилиан Липинский (25 — 27 III 1919)
- полковник Людвиг Болдок (от 27 III 1919)

Командный состав (на 17 мая 1919 года)
- командир полка — полковник Людвик Болдок
- командир 1 батальона — капитан Францишек Диндорф-Анкович
- командир 2 батальона — капитан Тадеуш Липинский (попал в плен, бежал и вернулся в Польшу 27 июня 1920 г.)[5]
- командир 3 батальона — капитан Юзеф Веробей
- командир батальона — капитан Франчишек Янушик.

Офицеры полка
- командир роты разведки — Чеховский
- заместитель командира разведки — подпоручик Станислав Яник
- командир 1-й роты — поручик Станислав Штарейко
- командир 4-й роты — капитан Станислав Ундас (попал в плен, бежал и вернулся в Польшу)[6]
- командир 5-й роты — подпоручик Иосиф Чижевский
- командир роты — майор Эмиль Вернер
- командир роты — подпоручик Бронислав Щирадловский